# Polistes carnifex
Polistes carnifex és una espècie d'himenòpter apòcrit de la família dels vèspids (Vespidae), subfamília dels polistins (Polistinae) de la zona neotropical, nadiu de Centre i Sud-amèrica. És coneguda per la seva picada extremadament dolorosa i potent.
És una vespa grossa, de color marró i groc que s'estableix en colònies en nius sota ràfecs en construccions o sota rames dels arbres. Les colònies estan fundades per reines solitàries tot i que no tots els nius tenen femelles amb ovaris desenvolupats. Els adults porten nèctar i preses al niu per alimentar les larves que es desenvolupen a cadascuna de les cel·les del niu. Posseeixen fortes mandíbules amb dents.

## Descripció
Polistes carnifex és la vespa neotropical més gran del genere Polistes amb una longitud de fins a tres centímetres. La mida normal és 24-27mm, amb una llargada màxima de fins a 33mm. Malgrat la seva mida, és un insecte relativament no agressiu.
És de color groc amb algunes ratlles marrons, aquests són parcialment ennegrits. Les entenes són grogues amb una base enfosquida. El cap és groc, la part superior del cap és negra i acaba amb ratlles vermell-marronós. El maxil·lar és vermellós-marró, amb un perfil negre. El tòrax és groc, la part dorsal és negre amb taques marrons-vermelloses. El protòrax és totalment o gairebé totalment groc. L'abdomen és groc, el segon segment (tergum) fosc a la base. Les ales són vermelloses-marrons, o d'un to groguenc, i els peus són foscos.

## Distribució
Polistes carnifex és nativa d'Amèrica Central i del Sud; s'estén des del sud d'Arizona i Texas a la Província de Misiones al nord de l'Argentina.
Al Brasil ha estat trobada als estats de Rio de Janeiro, Pará i Paraná.
A Mèxic ha estat enregistrada als estats de Baja Califòrnia, Jalisco, Morelos, Nayarit, Oaxaca, Sinaloa, Sonora, Veracruz i Yucatan, així com a Ciutat de Mèxic.
Al Paraguai es troba als departaments d'Alto Paraná, Canindeyú, Paraguarí i Sant Pere.